# Megachile ornata
Megachile ornata är en biart som beskrevs av Smith 1853. Megachile ornata ingår i släktet tapetserarbin, och familjen buksamlarbin. Inga underarter finns listade i Catalogue of Life.